# Verónica Sada Pérez
Verónica Sada Pérez (Monterrey, Nuevo León, 31 de agosto de 1963) es una política mexicana, miembro del Partido Acción Nacional (PAN). Ha sido en dos ocasiones diputada federal.

## Biografía
Es licenciada en Contaduría Pública egresada del Instituto Tecnológico y de Estudios Superiores de Monterrey (ITESM) y cuenta con un estudios de seminario sobre Alta Administración Municipal en la misma institución.
Miembro activo del PAN desde 1981, es hija de Rogelio Sada Zambrano, empresario y líder político del mismo partido. Fue coordinadora de eventos en las campañas del candidato del PAN a gobernador y a presidente municipal de San Pedro Garza García en 1991, en ambos casos su padre Roglio Sada Zambrano. Entre 1992 y 1994, en la administración municipal del mismo Sada Zambrano, fue coordinadora administrativa del DIF y de 1994 a 2000 fue directora de Adquisiciones del mismo ayuntamiento, en las administraciones encabezadas por Fernando Margáin Berlanga y María Teresa García Segovia.
De 2000 a 2002 fue secretaria de Educación, Cultura y Deporte del ayuntamiento de Monterrey presidido por Felipe de Jesús Cantú Rodríguez. Desde 2000 había sido elegida diputada federal suplente por la vía de la representación proporcional, siendo propietario Jesús Mario Garza Guevara; éste solicitó licencia en 2002 y por tanto Verónica Sada dejó el cargo en el ayuntamiento de Monterrey y asumió la diputación federal a partir del 25 de marzo de 2002. En la LVIII Legislatura fue integrante de las comisiones de Cultura; del Federalismo; de Seguridad Social; y, de Turismo. Al término de este cargo, fue de 2004 a 2005 secretaria de Promoción Política de la Mujer en el comité ejecutivo nacional del PAN.
De 2005 a 2012 ocupó el cargo de subgerente de ventas en la Región Norte de Pemex Refinación. De 2012 a 2015 fue por segunda ocasión diputada federal por la vía de la representación proporcional, a la LXII Legislatura; y en la que fue secretaria de la comisión de Derechos Humanos; e integrante de la comisión de Energía. Fue removida de la comisión de Energía, denunció ella misma, por haber votado en contra de la denominada Reforma Energética que aquel año fue aprobada por el Congreso a propuesta del presidente Enrique Peña Nieto, con ello comenzó a tener conflictos con la dirigencia de su partido que culminaron cuando en 2015 manifestó su apoyo público a la candidatura independiente de Jaime Rodríguez Calderón a gobernador de Nuevo León en las elecciones de dicho año, por sobre el postulado por su partido, Felipe de Jesús Cantú Rodríguez, y por lo cual el PAN determinó proceder a expulsarla, pero ella misma renunció a su militancia el mismo año.
Al asumir la gubernatura de Nuevo León Rodríguez Calderón, la nombró subsecretaria de Energía de la secretaría de Desarrollo Económico, pero ella renunció al cargo en 20 de enero de 2015, terminando su relación política con el entonces gobernador. En 2018 retornó al PAN, uniéndose a la campaña presidencial de Ricardo Anaya Cortés y siendo postulada, como candidata externa, a Senadora por Nuevo León en segunda fórmula, la primera correspondió a Víctor Fuentes Solís. No lograron el triunfo, por lo que a Verónica Sada no le correspondió ocupar ninguna senaduría.